# Acorales
De Acorales zijn een orde van eenzaadlobbige planten. De botanische naam Acorales is gevormd uit de familienaam Acoraceae. Een orde onder deze naam wordt zelden erkend door systemen voor plantentaxonomie, maar wel door het APG-systeem (1998), het APG II-systeem (2003) en het APG III-systeem (2009). De samenstelling is dan:
- orde Acorales
  - familie Acoraceae

In Nederland is de orde vertegenwoordigd door kalmoes (Acorus calamus).